# Aleja Jana Pawła II w Iławie
Aleja Jana Pawła II w Iławie jest wschodnią obwodnicą miasta. Powstała w wyniku połączenia ulic Piaskowej i Składowej. Została oddana do użytku we wrześniu 2006 roku. Dzięki jej powstaniu zostały odciążone z ruchu tranzytowego ulice w centrum miasta, głównie ul. Grunwaldzka i ul. Wyszyńskiego. Aleja umożliwia również szybszy dojazd z osiedli Lipowy Dwór, Dąbrowskiego i Ostródzkiego do Dzielnicy Przemysłowej i Osiedla Lubawskiego. Poza tym zostały otwarte nowe możliwości rozwoju miasta poprzez budowę nowych osiedli (planuje się utworzyć Osiedle Piastowskie i Osiedle Słoneczne).

## Obiekty
- zakłady przemysłowe, m.in. Ekodrob
- cmentarz komunalny
- przychodnia "Rodzina", przeniesiona w 2015 r. z ul. Wiejskiej

## Komunikacja
Aleją Jana Pawła II biegną trasy 2 linii komunikacyjnych. Są to linie numer:
- 1 – (Cmentarz-Długa)
- 4 – (Aleja Jana Pawła II-Dworzec Główny)